# Leonídas Lagákos
Leonídas Lagákos (grec moderne : Λεωνίδας Λαγάκος), né le 1er avril 1936 à Paris et mort le 15 décembre 1989 à Athènes, est un homme politique. Il est député européen.

## Biographie
Il rejoint le PASOK après la dictature, avec laquelle il a été élu député européen en octobre 1981.
Il meurt subitement le 15 décembre 1989 à Athènes, à l'âge de 53 ans.